# Calceolaria pilosa
Calceolaria pilosa är en toffelblomsväxtart som beskrevs av U. Molau. Calceolaria pilosa ingår i släktet toffelblommor, och familjen toffelblomsväxter. Inga underarter finns listade i Catalogue of Life.